# 卫留成
卫留成（1946年8月17日—），中国河南泌阳人，祖籍河南上蔡，高级经济师。中共第十六届候补中央委员，第十七届中央委员。曾任海南省省長、中共海南省委书记、省人大常委會主任、中国海洋石油总公司总经理及中国海洋石油有限公司董事长兼首席执行官。现任第十二届全国人大常委会委员。

## 简历
1965年，卫留成考入北京石油学院勘探系测井专业；毕业后，被分配到长庆油田工作。历任长庆油田一分部技术员、测井站副站长、井下作业大队政治处副主任，一分部研究所党委副书记，长庆油田测井总站副站长。1973年12月加入中国共产党。1982年离开长庆，参与中国南海石油勘探、开发工作，任莺歌海油田办公室负责人；后升任中国海洋石油南海西部公司副总经理，负责与BP在该海域的合作开发。1993年，晋升中海油总公司副总经理；1998年11月又升任中国海洋石油总公司总经理、党组书记；1999年起，又兼中海油董事长、首席执行官。2001年，他成功地主导了中海油同时在纽约证券交易所和香港证券交易所上市。
2003年10月，在中国石油领域工作30多年的卫留成弃商从政，出任中共海南省委副书记，海南省代省长； 2004年2月，正式当选海南省省长；2006年12月，接替汪啸风出任中共海南省委书记，后又兼任省人大常委会主任。 2011年8月，因年龄到限而卸下海南省的领导职务；同月，在十一届全国人大常委会第二十二次会议上，被增补为财政经济委员会副主任委员。